# Dagny (cantora)
Dagny Norvoll Sandvik (nascida em 23 de julho de 1990) é uma cantora norueguesa que teve sucesso com seu single de estreia, "Backbeat". A versão acústica da música foi apresentada em Grey's Anatomy no episódio " True Colors ".

## Biografia
Dagny é filha da vocalista Marit Sandvik e do músico de jazz Øystein Norvoll . Ela teve grande sucesso no Spotify  e assinou um contrato com a Universal Music . Rob Stevenson disse sobre ela, ". . . Backbeat imediatamente despertou nossa atenção, e depois de uma apresentação em Nova York, toda a nossa empresa se apaixonou por ela. Estamos ansiosos para transmitir sua visão ao mundo. " 

## Discografia

### Álbuns Produzidos
| Título      | Detalhes                                                                           |
| ----------- | ---------------------------------------------------------------------------------- |
| Ultraviolet | - Lançado: 2 de setembro de 2016 - Gravadora: Republic - Formato: download digital |

### Músicas

#### Como artista principal
| Título                                                        | Ano  | Posições nos Charts | Álbum/EP    |
| Título                                                        | Ano  | NEM                 | Álbum/EP    |
| ------------------------------------------------------------- | ---- | ------------------- | ----------- |
| "Run River Run" (com Vishnu )                                 | 2011 | -                   |             |
| "Backbeat"                                                    | 2016 | -                   | Ultraviolet |
| "Fool's Gold" (com Børns )                                    | 2016 | -                   | Ultraviolet |
| "Wearing Nothing"                                             | 2017 | -                   |             |
| "More More More"                                              | 2017 | -                   |             |
| "Love You Like That"                                          | 2017 | 39                  |             |
| "The Feeling When"                                            | 2018 | -                   |             |
| "Used To You"                                                 | 2018 | -                   |             |
| "Landslide"                                                   | 2018 | -                   |             |
| "Hit Your Heart" (with Steve Aoki)                            | 2019 | 34                  |             |
| "-" denota singles que não são gráficos ou não foram lançados |      |                     |             |

| Título                             | Ano  | Posições do gráfico de pico | Posições do gráfico de pico | Álbum/EP  |
| Título                             | Ano  | NEM                         | SWE                         | Álbum/EP  |
| ---------------------------------- | ---- | --------------------------- | --------------------------- | --------- |
| "My Command" ( Kohib com Dagny)    | 2010 | -                           | -                           | Make Fi   |
| "So Good" (Kohib com Dagny)        | 2012 | -                           | -                           | Solar Day |
| "Man in the Moon" (LCAW com Dagny) | 2017 | -                           | -                           |           |
| "Summer Of Love" (NOTD com Dagny)  | 2017 | -                           | -                           |           |

## Tour
Ato de apoio
- Volta de Sting ao Bass Tour (Tailândia, 2012)
- A Maior Turnê de Elton John (América, 2012)
- Turnê imprecisa de 30 anos do Bryan Adams 2014–2015 (Áustria e Noruega, 2014)
- As Coronas ' Confie no Fio (Royal Hospital Kilmainham, Dublin, 2017)
- LANY 's The LANY Tour: Parte 2 (América do Norte, 2017 )
- Picture Este (banda) 'MDRN LV Tour 2019 (Dublin, Irlanda, 2019)

## Prêmios e indicações
| Ano  | Organização          | Prêmio                                                               | Resultado |  |
| ---- | -------------------- | -------------------------------------------------------------------- | --------- |  |
| 2017 | Spellemannprisen '16 | Årets Nykommer & Gramostipend (Bolsista de Iniciante do Ano e Gramo) | Indicada  |  |
| 2017 | Spellemannprisen '16 | Årets Låt (Canção do Ano)                                            | Indicada  |  |